# جولمارمارا
جولمارمارا هي مدينة ومنطقة في مقاطعة مانيسا في بحر إيجة، تركيا. تبعد مسافة 66 كيلومتر (41 ميل) من مركز محافظة مانيسا. يبلغ عدد سكانها 17831 نسمة حسب تعداد عام 2000. وتبلغ مساحتها 288 كيلومتر مربع (111 ميل2)، تقع على ارتفاع 91 متر (299 قدم) عن مستوى سطح البحر.